# Nikolái Yaroshenko
Nikolái Aleksándrovich Yaroshenko (en ucraniano: Мико́ла Олекса́ндрович Яроше́нко; 13 de diciembre de 1846-07 de julio de 1898) era un pintor ruso de origen ucraniano.

## Biografía
Nikolái Aleksándrovich Yaroshenko nació el 13 de diciembre de 1846 en la ciudad de Poltava, Gobernación de Poltava, Imperio Ruso (en la actual Ucrania), hijo de un oficial del Ejército Imperial Ruso. Eligió la carrera militar, estudiando en la Academia de Cadetes de Poltava y luego en la Academia de Artillería de San Petersburgo, pero también estudió arte en la escuela de Iván Kramskói y en la Academia Imperial de Artes de San Petersburgo.
En 1876, se convirtió en el líder de un grupo de pintores rusos llamados Peredvízhniki (también llamados los Itinerantes). Él fue apodado "la consciencia de los itinerantes", por su integridad y su adherencia a los principios. Yaroshenko se retiró como Mayor general en 1892. Pasó algunos años en las regiones del óblast de Poltava y el de Cherníhiv, y sus últimos años en Kislovodsk (ahora Rusia), en las montañas del Cáucaso, donde se trasladó hasta su muerte. Murió de tuberculosis (pulmonar) el día 7 de julio de 1898 y fue enterrado allí.
Yaroshenko pintó retratos, escenas cotidianas y dibujos. Sus cuadros reflejan escenas de tortura, sufrimiento pero también baños, jardines, mostrando así la realidad del Imperio Ruso. Durante las dos últimas décadas del siglo XIX se convirtió en uno de los mejores representantes del realismo ruso.
De acuerdo con la voluntad de su viuda, María Pávlivna Yaroshenko, su colección de arte fue emplazada en la galería de arte de Poltava en 1917. Consiste en más de 100 pinturas del artista y 23 de sus esbozos, así como algunos trabajos de los Itinerantes)

## Pinturas más conocidas

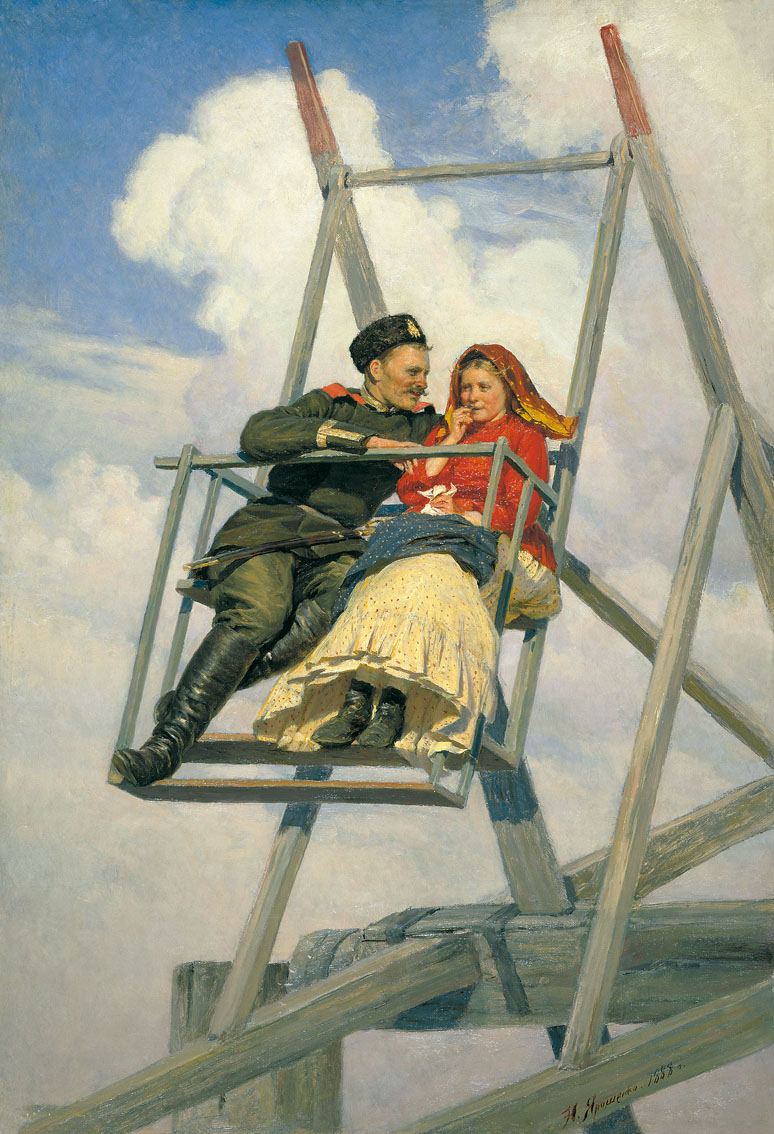
En los columpios (1888)

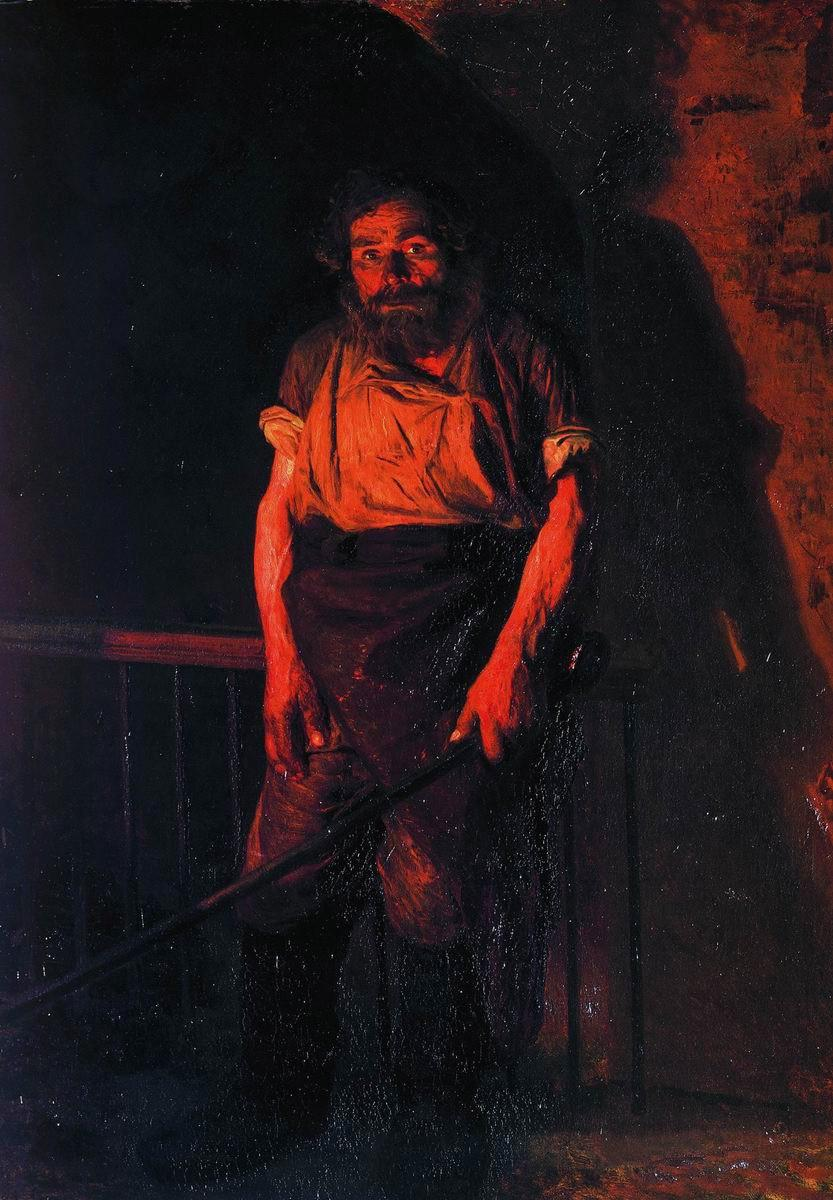
El fogonero, 1878.
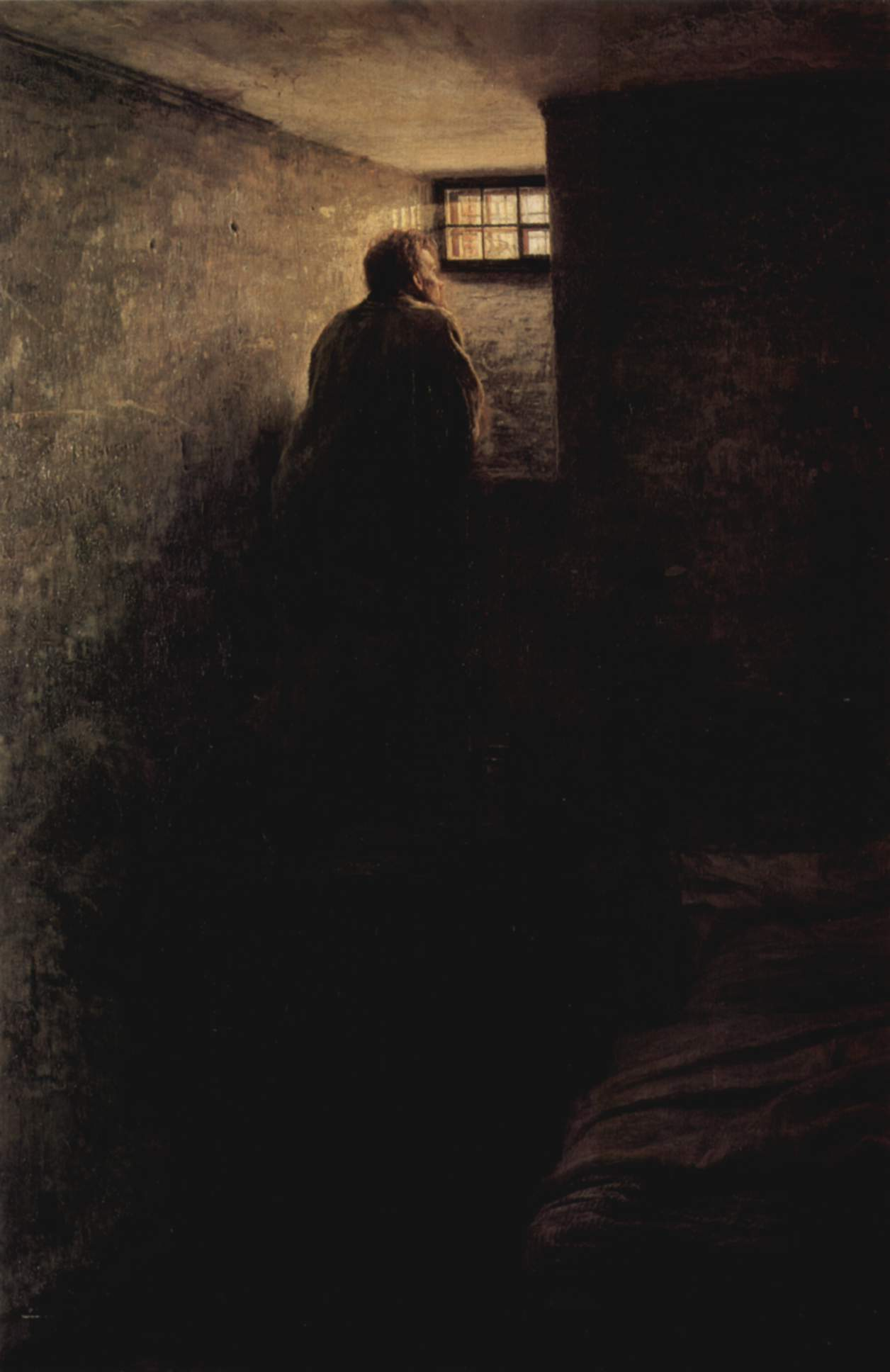
El prisionero, 1878.
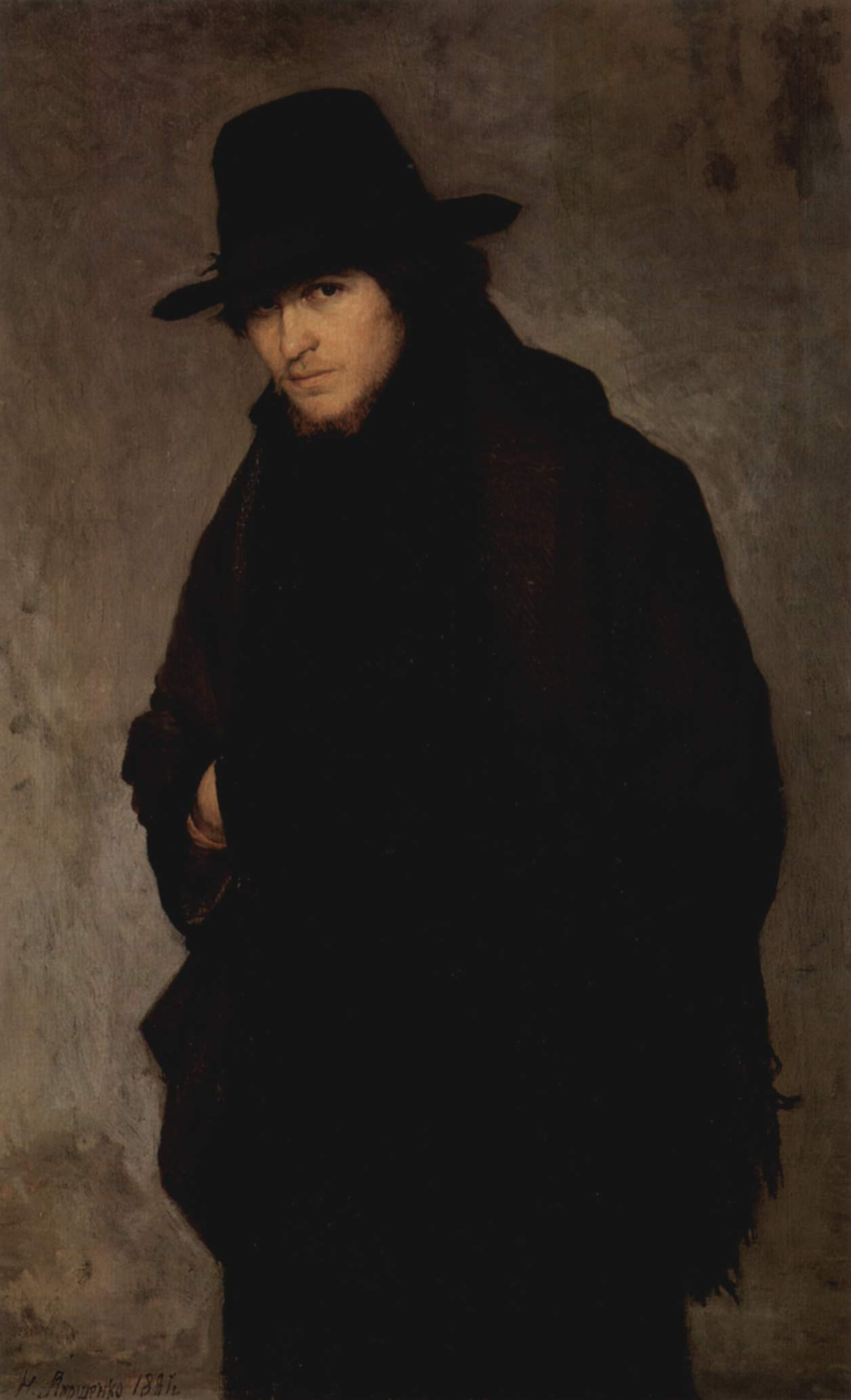
El estudiante, 1881.
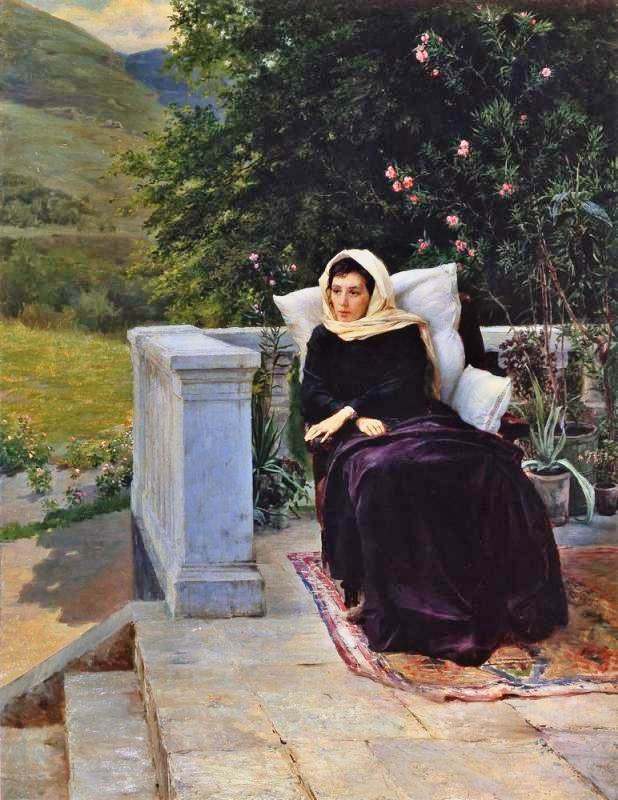
En unas tierras cálidas, 1890.
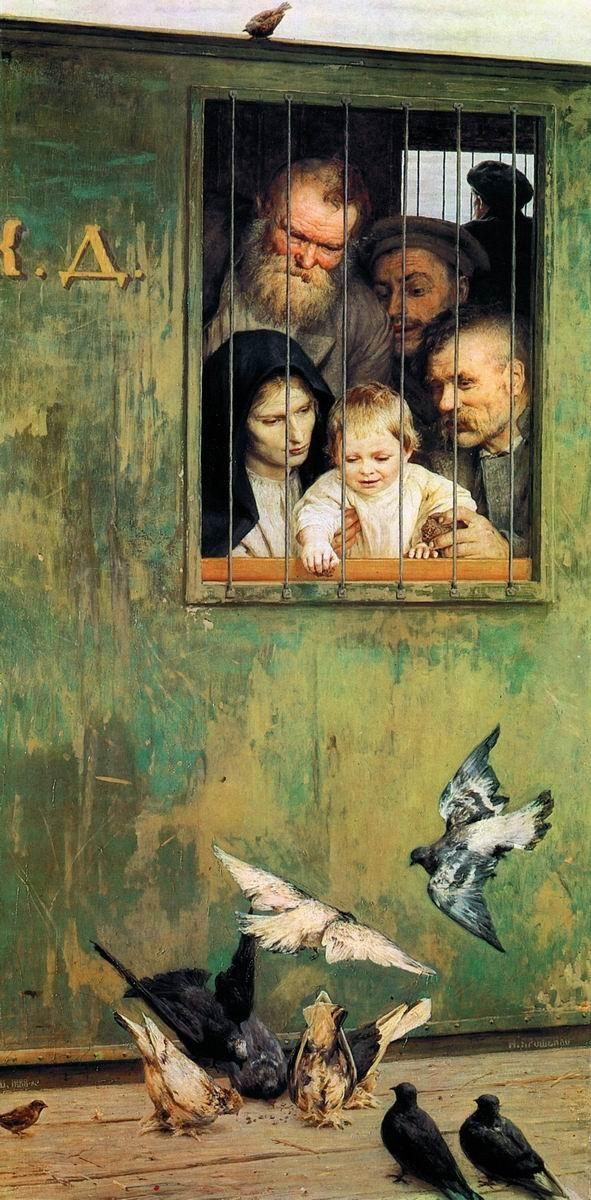
La vida en todas partes, 1888.
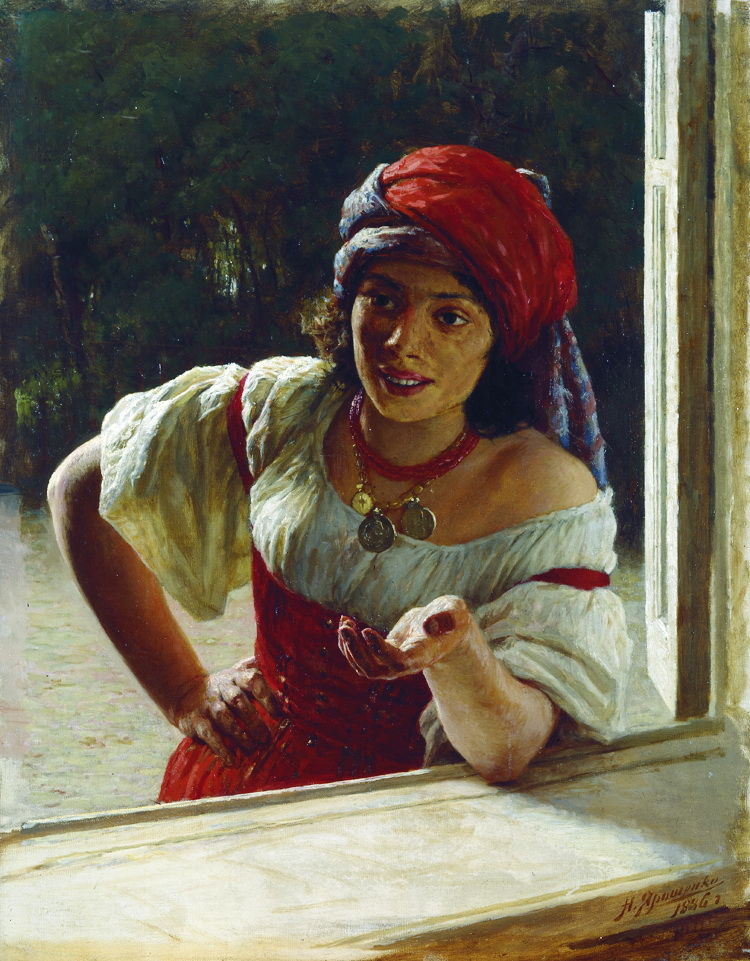
Mujer gitana, (1886).
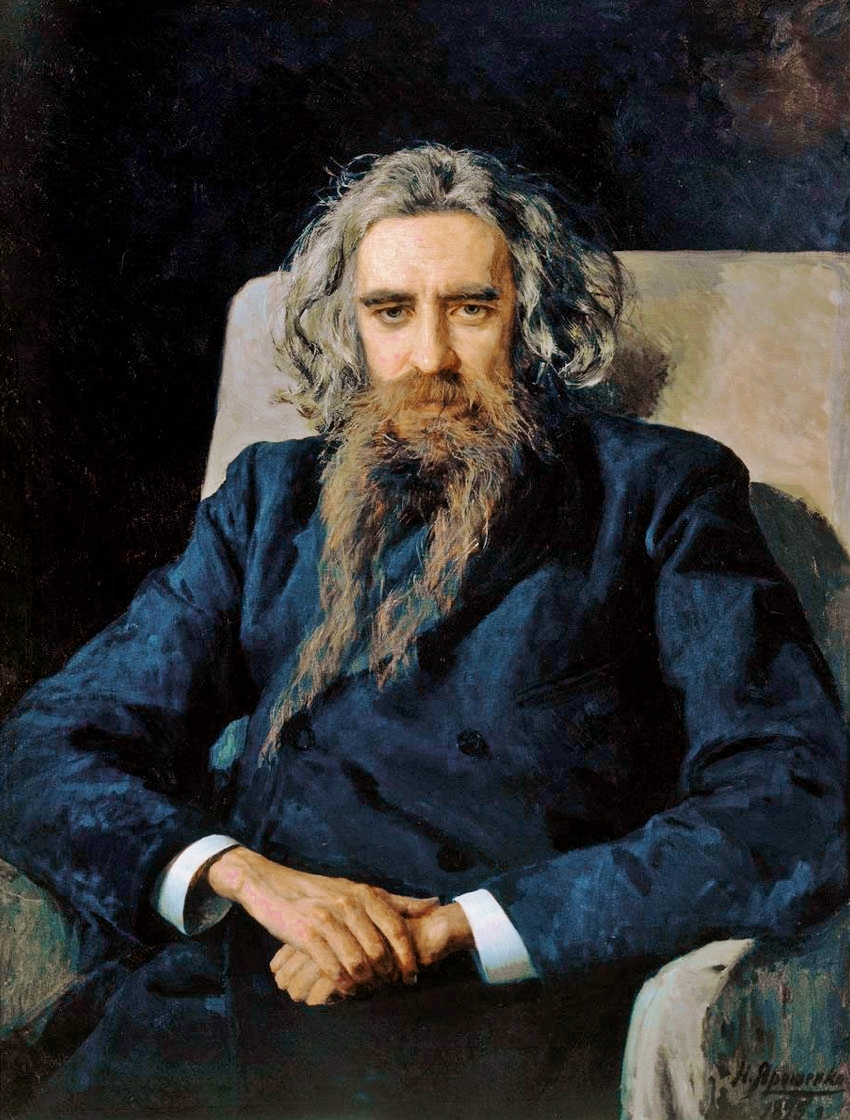
Retrato de Vladímir Soloviov, 1892.
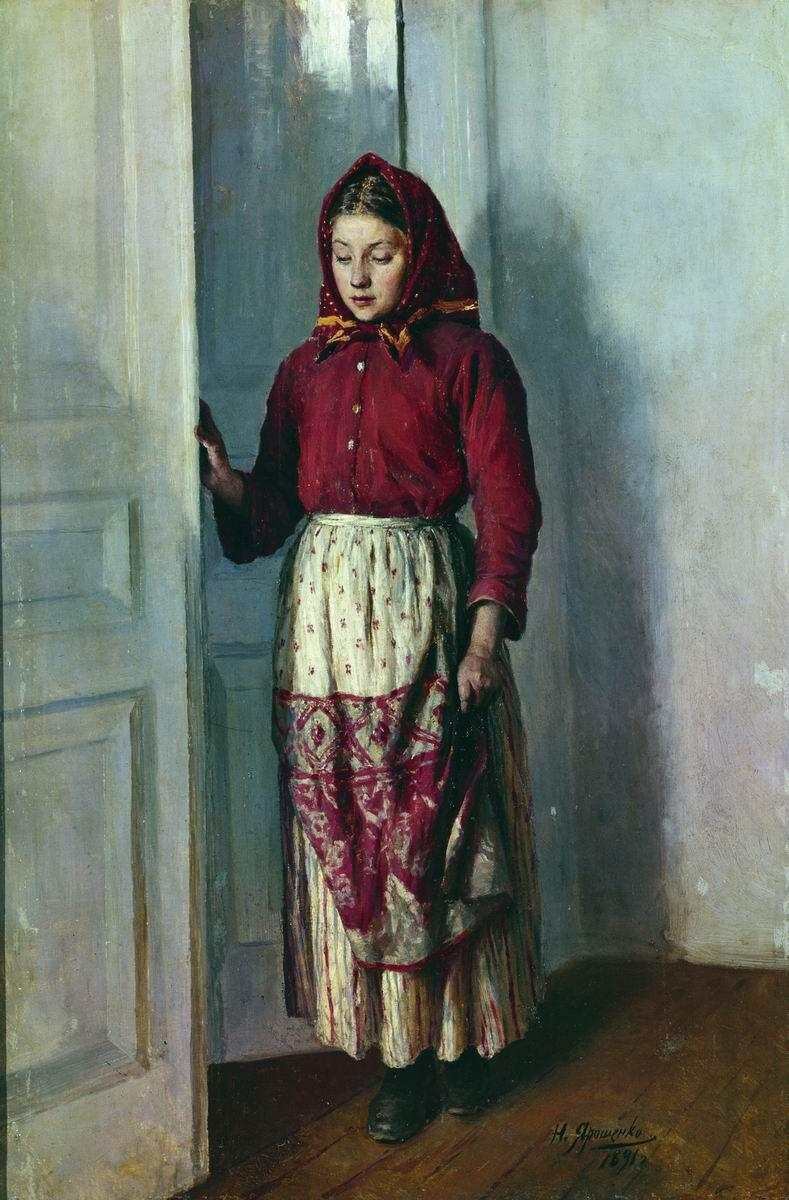
Joven campesina, (1891).
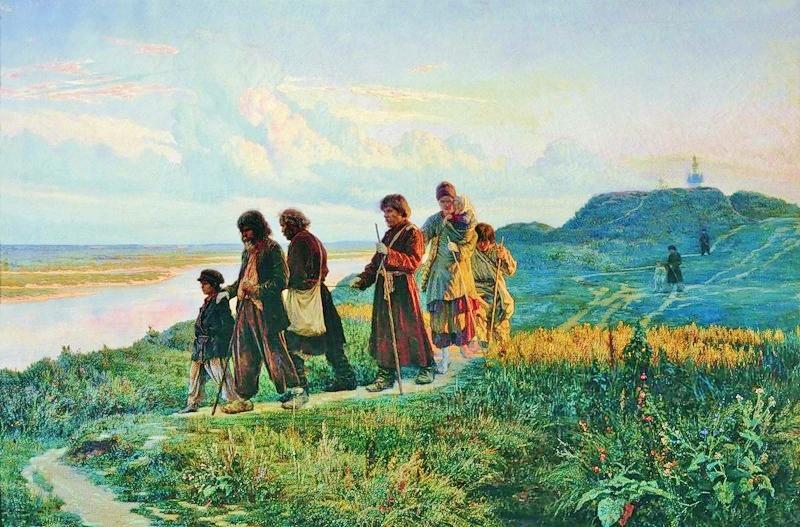
Ciegos (1879).
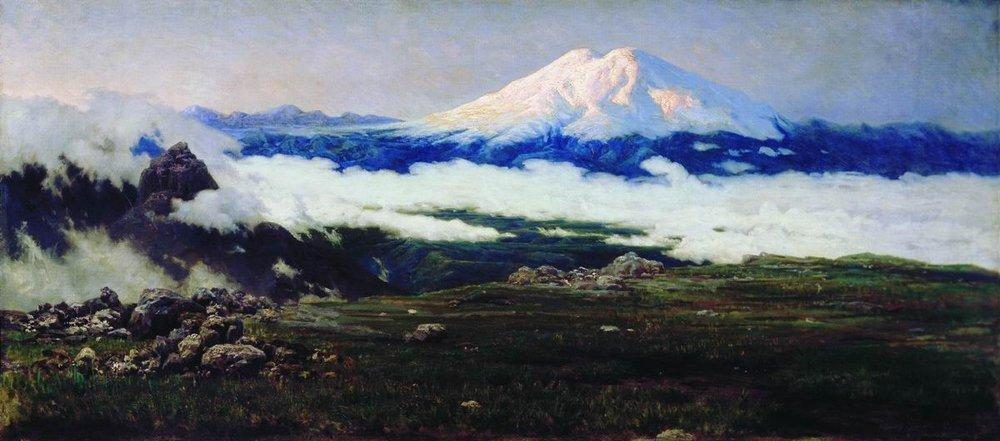
Elbrús (1884).
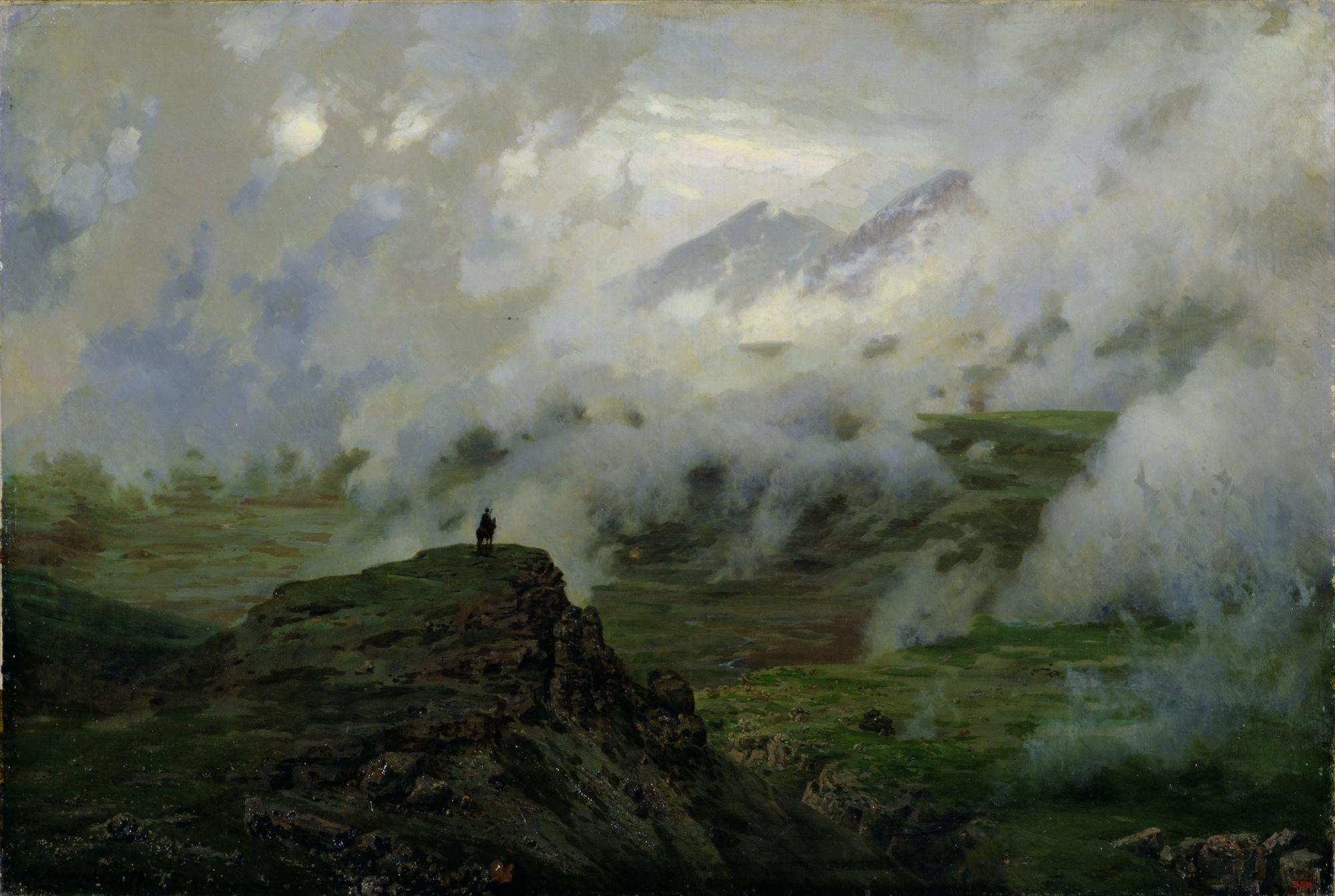
Elbrús detrás de las nubes (1894).
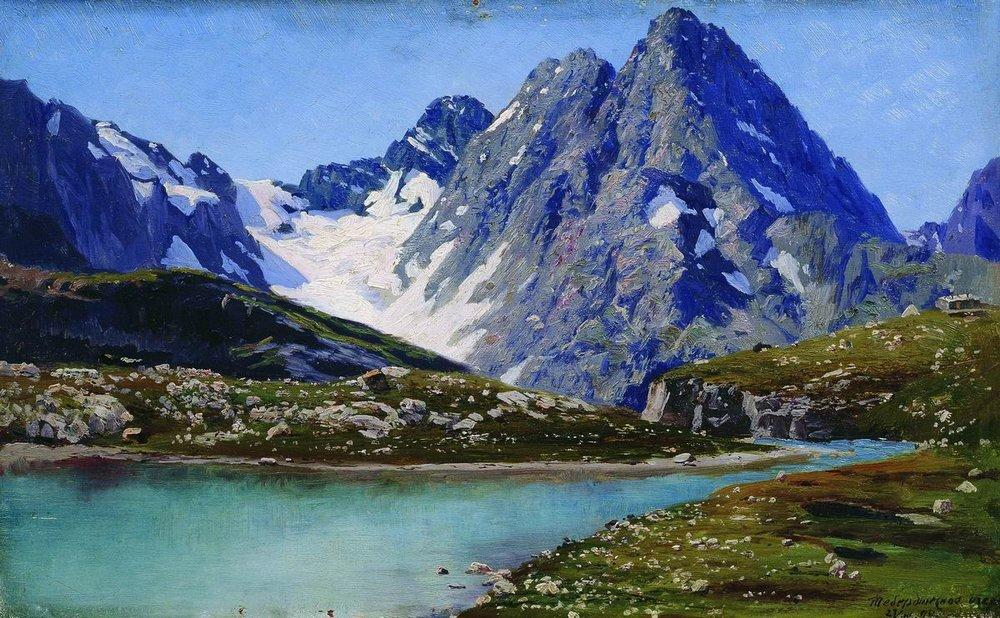
Lago Teberdínskoie, Cáucaso (1894).